# Флойд (окръг, Айова)
Окръг Флойд (на английски: Floyd County) е окръг в щата Айова, Съединени американски щати. Площта му е 1298 km², а населението - 16 900 души (2000). Административен център е град Чарлз Сити.